# Vivaldi (браузър)
Вижте пояснителната страница за други значения на Вивалди.
Vivaldi е интернет браузър, софтуерно приложение, което дава възможност на потребителите да посещават уеб сайтове. Създадено е от съоснователя и бивш изпълнителен директор на Opera Software – Йон Стефенсон фон Течнер (Jon Stephenson von Tetzchner). „Вивалди“ е насочен към напреднали потребители и бивши потребители на Opera, които имат нужда от нещо повече, отколкото просто браузър. Създаден е на базата на Chromium и Blink.

## История и бъдеще
През 1994 г. фон Течнер и Гейр Иварсей са водещите програмисти на Opera Software. Основата, на която е граден браузърът, е той да бъде бърз, да може да се пуска от всякакъв хардуер (в т.ч. и доста ограничен) и да запазва индивидуалността на потребителите, като предлага куп възможности за персонализация. Не след дълго се създава и общността на Opera, в която създателите имат контакт с потребителите. След вземания на управленски решения след 2010 г. Opera решават да закрият портала My Opera, а в знак на несъгласие с поетия курс фон Течнер напуска компанията и основава Vivaldi. В нея пренася модела на двустранна комуникация с потребителите. Vivaldi първоначално е създаден като общество, което да приеме и продължи традициите на обществото на My Opera след спирането му през март 2014 г. Фон Течнер вярва, че именно обществото на My Opera е помогнало най-много за развитието на браузъра, а закриването му е грешка.
От 27 януари 2015 г. е достъпна първата публична бета версия на браузъра. Има близка функционалност до старите версии на Opera, като в някои отношения дори предлага повече.
Очаква се добавяне на вграден клиент за електронна поща, синхронизация на файлове и отметки и др.